# سالاس دي لوس إنفانتس
بلدية سالاس دي لوس إنفانتس (بالإسبانية: Salas de los Infantes)‏, هي إحدى بلديات مقاطعة برغش, التي تقع في منطقة قشتالة وليون, والتي تقع في شمال غرب إسبانيا.
يبلغ عدد سكانها 2.064 نسمة وفقاً لإحصائية سنة (2002).